# Iain MacDonald
Iain MacDonald (23. dubna 1950, Glasgow – 6. května 2020) byl skotský dudák a dlouholetý vedoucí (pipe major) dudáckého souboru Neilston and District Pipe Band (1975–2020). Spolu se souborem se mnohokrát zúčastnil mezinárodního dudáckého festivalu ve Strakonicích.

## Život
Iain MacDonald se narodil v Glasgow rodičům pocházejícího z Velké Bernery u poloostrova Lewis. Dětství prožil na Berneře a do Glasgow se rodina přestěhovala, když Iain začal chodit do školy. Dudáctví mělo v rodině silnou tradici, na dudy hrál dědeček z matčiny strany a mnozí z bratranců a strýců. Iain se ale na dudy naučil hrát ve roverské skautské dudácké kapele (Rover Scouts Pipe Band) a následoval ve studiu hry na dudy u dudáka Duncana Johnstona.
Po dokončení střední školy pracoval jako laborant, lékárník a chemik (vedoucí chemik anesteziologického oddělení glasgowské fakultní nemocnice Glasgow Royal Infirmary), nicméně byl schopen vždy své zaměstnání skloubit s dudáckou vášní.
V 60. letech vystupoval jako zpěvák s místní rockovou skupinou The Incision, ale v 70. letech se vrátil k dudáctví, kdy začal hrát se soubory Battlefield Band, Tinkler Maidgie a Kentigern. Po roce 1975 převzal vedení Neilston and District Pipe Band z Neilstonu, u které setrval až do smrti.
V roce 1978 jej na soutěži oslovil northumberlandský dudák, jestli nezná skotský dudácký soubor ochotný vystupovat na mezinárodním dudáckém festivalu v tehdy komunistickém Československu. MacDonald se této nabídky ihned chopil a od té doby soubor nevynechal jediný ročník. Do Strakonic tak Iain MacDonald jezdil se souborem celých 40 let. Při této návštěvě Československa zahráli i na Václavském náměstí v Praze a ke svému překvapení na ně přihlížející házeli květiny. Vysvětlením byla asociace s osvobozením po druhé světové válce a přehlídkou britských jednotek s dudáky. Strakonice a dudácký festival si zamiloval, se souborem nikdy nevynechával návštěvu pivovaru, který za velmi dobře znal – tak dobře, že by tam mohl podle svých slov provádět.
MacDonald taktéž proměnil Neilston and District Pipe Band v jednu z nejcestovalejších dudáckých kapel: vystupovali po celé Evropě, ve východní Asii i v Karibiku. V roce 1972 se oženil s Annou Walkerovou, se kterou měli dceru Fionu (* 1974) a syna Finlaye (* 1977), ti se rovněž učili hrát na dudy u Duncana Johnstona. Iain rovněž vyučoval hru na dudy a vlastnil sbírku přes 30 exemplářů evropských dud. Užíval si rodinný život a rád se poveselil s přáteli, ideálně za zvuku dud.
Zemřel v květnu 2020 po zdravotních komplikacích, se kterými se léčil. Pohřben byl 15. května v Neilstonu za zvuku dud spoluhráčů z kapely. V rodové dudácké tradici pokračují jeho syn a vnuk.

## Fotogalerie

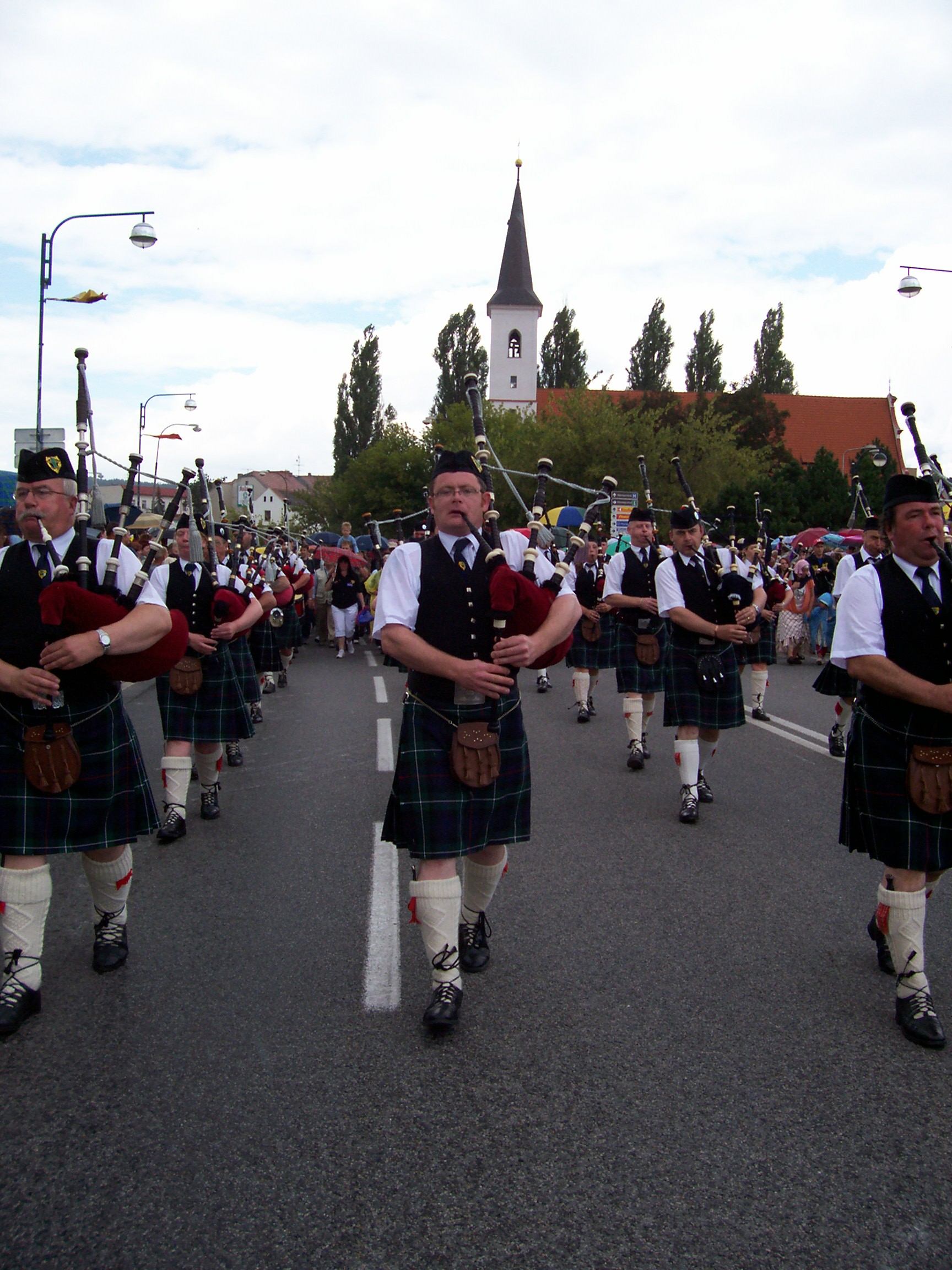
Mezinárodní dudácký festival 2006, Iain MacDonald vlevo
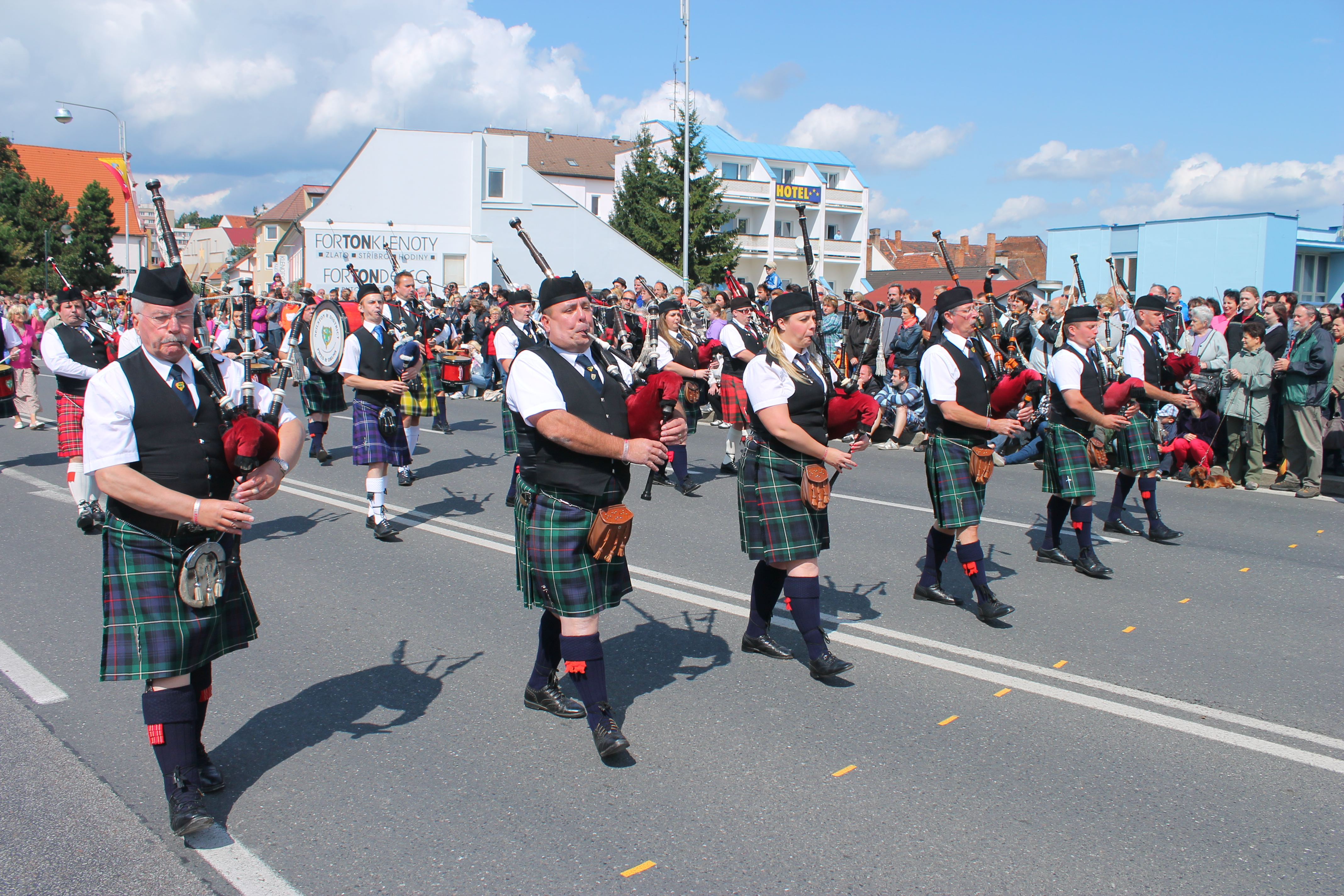
Mezinárodní dudácký festival 2014, Iain MacDonald vlevo
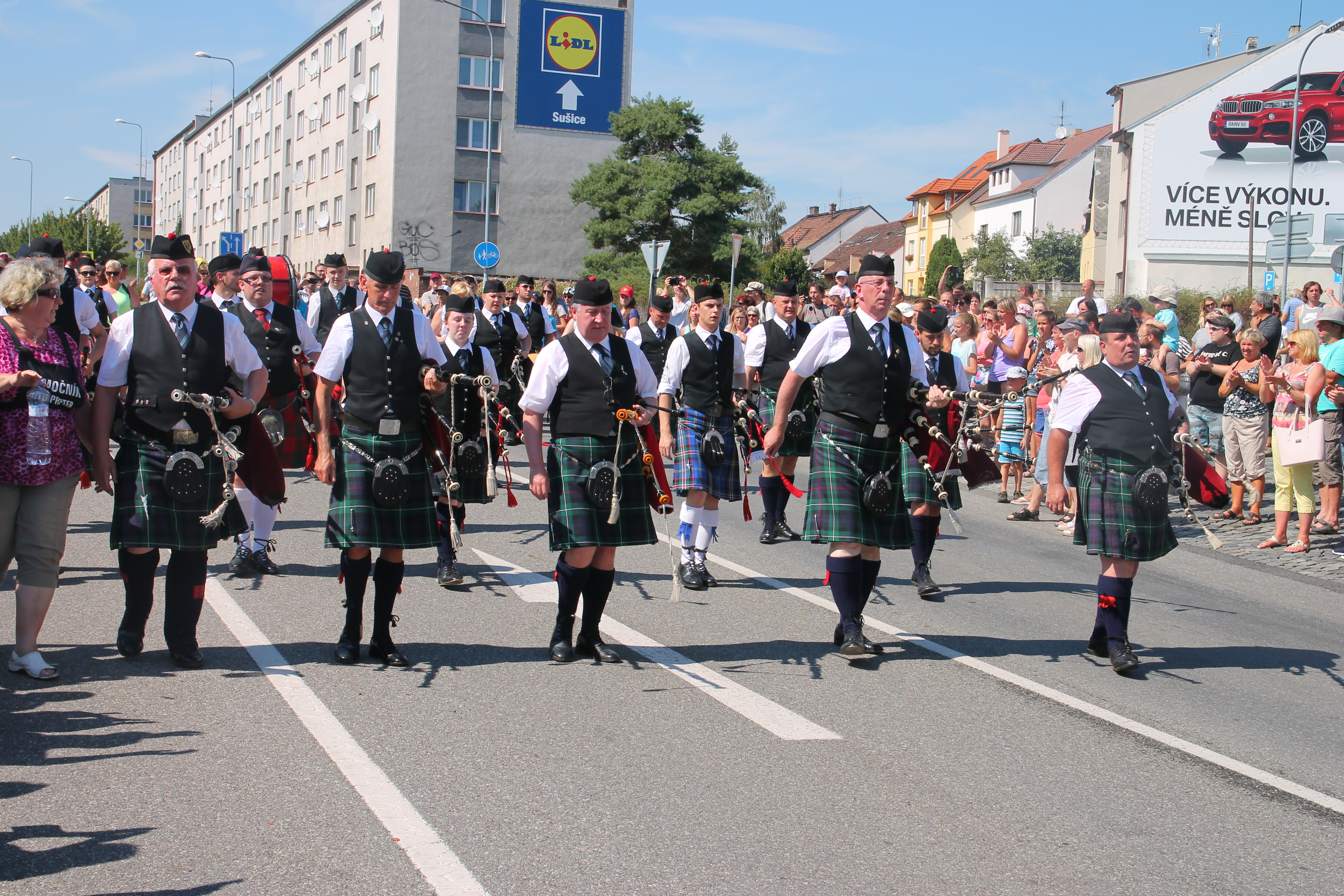
Mezinárodní dudácký festival 2016, Iain MacDonald vlevo